# Battaglia delle Termopili
La battaglia delle Termòpili, o delle Termòpile (in greco antico: ἡ ἐν Θερμοπύλαις μάχη?, hē en Thermopýlais máchē), fu una battaglia combattuta da un'alleanza di poleis greche, guidata dal re di Sparta Leonida I, contro l'Impero persiano governato da Serse I. Si svolse in tre giorni, durante la seconda invasione persiana della Grecia, nell'agosto o nel settembre del 480 a.C. presso lo stretto passaggio delle Termopili (o, più correttamente, Termopile, "Le porte calde"), contemporaneamente alla battaglia navale di Capo Artemisio.
L'invasione persiana era una risposta allo smacco subito durante la fallita prima invasione della Grecia che si era conclusa con la grande vittoria ateniese nella battaglia di Maratona nel 490 a.C. Serse aveva raccolto un enorme esercito e una potente flotta per conquistare tutta la Grecia. Il generale ateniese Temistocle propose che i Greci si disponessero a bloccare l'avanzata dell'esercito persiano al passo delle Termopili, ostacolando nello stesso tempo la flotta persiana presso lo stretto di Capo Artemisio.
Un esercito greco di circa 7 000 uomini marciò verso nord per cercare di fermare l'avanzata dei Persiani nell'estate del 480 a.C. L'esercito di Serse arrivò al passo a fine agosto o inizio settembre, ma fu trattenuto per una settimana dai Greci che, sebbene in grande inferiorità numerica, bloccarono l'unica via attraverso la quale l'imponente esercito persiano avrebbe potuto raggiungere la Grecia centrale. Tuttavia un abitante del luogo di nome Efialte rivelò agli aggressori l'esistenza di una via secondaria che conduceva dietro le linee greche. Leonida, consapevole di essere stato aggirato, fece allontanare il grosso dell'esercito greco e rimase a guardia del passaggio con 299 Spartani, 700 Tespiesi, 400 Tebani e, forse, qualche centinaio di altri, che vennero per la maggior parte uccisi.
Dopo questo combattimento la flotta greca, mentre combatteva presso capo Artemisio sotto il comando del politico ateniese Temistocle, ricevette la notizia della sconfitta alle Termopili. Dal momento che il piano dei Greci prevedeva che sia le Termopili che capo Artemisio venissero tenuti sotto controllo, e avendo la flotta subito consistenti perdite, venne deciso il ritiro a Salamina. I Persiani invasero la Beozia e poi entrarono in Atene, che era stata precedentemente evacuata. In seguito la flotta greca attaccò e sconfisse gli invasori nella battaglia di Salamina verso la fine del 480 a.C.: dopo lo scontro il re Serse, temendo di restare intrappolato in Europa con la flotta fortemente indebolita, decise di ritornare in patria con parte dell'esercito (perdendo molti uomini per la fame e le malattie) e lasciò il generale Mardonio al comando dei restanti reparti per completare la conquista della Grecia. L'anno successivo, tuttavia, un esercito ellenico sconfisse definitivamente i Persiani nella battaglia di Platea.
Per studiosi e scrittori antichi e moderni la battaglia delle Termopili è un esempio dei sorprendenti risultati militari che si possono ottenere, contro forze molto superiori numericamente, con un esercito molto motivato che si batte in difesa del suolo della patria su terreno favorevole alla difesa. L'azione dei difensori delle Termopili è inoltre ritenuta una classica dimostrazione della superiore efficacia in combattimento di un'unità militare bene addestrata ed equipaggiata.

## Fonti
La fonte primaria per le guerre persiane è lo storico greco Erodoto. Anche lo storico Diodoro Siculo, che scrisse nel I secolo a.C., nella sua Bibliotheca historica fornisce un resoconto delle guerre, in parte derivato dal precedente storico greco Eforo di Cuma. Questa descrizione è abbastanza coerente con quella di Erodoto. Le guerre persiane sono descritte, seppur con meno dettagli, anche da una serie di altri storici antichi tra cui Plutarco, Ctesia di Cnido ed Eschilo ne I Persiani. Inoltre alcune testimonianze archeologiche, come la Colonna serpentina (ora nell'Ippodromo di Istanbul), supportano talune delle affermazioni di Erodoto.

## Antefatto

Mappa degli Stati della Grecia che presero parte alla guerre persiane

Le poleis greche di Atene ed Eretria avevano incoraggiato la fallita Rivolta ionica contro l'impero achemenide di Dario I di Persia negli anni tra il 499 ed il 494 a.C. L'impero era ancora relativamente giovane e attraversato da ribellioni dei popoli sottomessi; Dario I, del resto, era un usurpatore e aveva impiegato molto tempo nel combattere le rivolte contro la sua autorità: la rivolta degli Ioni aveva quindi minacciato una volta di più l'integrità dell'impero ed egli si era ripromesso di punire tutti coloro che vi erano stati coinvolti, soprattutto gli Ateniesi "poiché era sicuro che [gli Ioni] non sarebbero rimasti impuniti per la loro ribellione". Dario intravide anche l'opportunità di espandere facilmente il suo controllo alla Grecia, che allora si presentava divisa e debole. Una spedizione preliminare condotta dal generale Mardonio nel 492 a.C. riconquistò la Tracia e costrinse il Regno di Macedonia a sottomettersi.
Dario inviò emissari in tutte le città-Stato greche nel 491 a.C. per chiedere in dono, secondo la formula usuale, "terra e acqua" in segno di sottomissione alla sua autorità. Dopo la dimostrazione della potenza persiana dell'anno precedente, la maggior parte delle città greche obbedì senza discutere ma ad Atene gli ambasciatori persiani furono processati e poi giustiziati, gettandoli in un pozzo; uguale trattamento fu loro riservato a Sparta, dove non furono nemmeno sottoposti a giudizio: questo gesto segnò di fatto l'entrata in guerra di Sparta contro la Persia.
Dario riunì nel 490 a.C. un esercito, comandato dai generali Dati e Artaferne, che attaccò Nasso prima che le altre isole Cicladi si arrendessero da sole; l'esercito poi si spostò a Eretria che venne assediata e distrutta. Infine mosse per attaccare Atene e sbarcò nella baia di Maratona dove fu affrontato da un esercito ateniese numericamente molto inferiore, ma che riuscì a conseguire una grande vittoria e a provocare la ritirata dell'esercito persiano.
Dopo la sconfitta, Dario I decise di ritentare l'impresa e cominciò a riunire un nuovo, più grande esercito; tuttavia nel 486 a.C. gli egiziani si ribellarono, costringendolo a rimandare la spedizione in Grecia. Dario I morì mentre si preparava a marciare verso l'Egitto e il trono passò al figlio Serse I di Persia, che soppresse la rivolta egiziana e rapidamente riprese i preparativi per l'invasione della Grecia. Presentandosi come un'invasione su larga scala, la spedizione richiese una pianificazione a lungo termine, l'immagazzinamento di grandi quantità di rifornimenti e l'arruolamento di molti soldati; Serse I decise la costruzione di un ponte sull'Ellesponto per permettere al suo esercito di arrivare agevolmente in Europa e lo scavo di un canale attraverso l'istmo di Monte Athos, nella penisola Calcidica: infatti, nell'aggirare il promontorio, una flotta persiana comandata dal generale Mardonio era stata distrutta nel 492 a.C. Queste erano imprese di una portata vastissima, che sarebbero risultate impossibili per qualsiasi altro stato coevo. All'inizio del 480 a.C. i preparativi erano stati completati e l'esercito che Serse I aveva riunito a Sardi marciò verso l'Europa, attraversando l'Ellesponto su due ponti di barche.
Anche gli Ateniesi si stavano preparando per la guerra contro i Persiani sin dalla metà del decennio e nel 482 a.C. fu presa la decisione, sotto la guida di Temistocle, di costruire una massiccia flotta di triremi che sarebbe stata indispensabile per contrastare i Persiani; tuttavia gli Ateniesi non avevano abbastanza uomini per l'esercito e la flotta, quindi divenne vitale la formazione di un'alleanza tra le poleis greche. Nel 481 a.C. Serse inviò degli ambasciatori nelle città greche chiedendo "terra e acqua", ma deliberatamente escluse Atene e Sparta. Il supporto alla guerra contro la Persia cominciò così a coalizzarsi intorno alle due città: un congresso si riunì a Corinto nel tardo autunno del 481 a.C. e venne costituita un'alleanza comprendente numerose città, alla quale venne dato il potere di inviare emissari per chiedere assistenza e di inviare le truppe degli Stati membri verso i punti difensivi previa consultazione reciproca. Questo fu un passo importante per il mondo greco, ancora molto diviso, soprattutto perché molte delle poleis presenti erano ancora formalmente in guerra tra di loro.

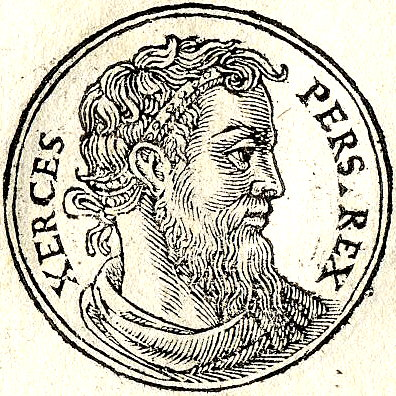
Il re persiano Serse I dal Promptuarii Iconum Insigniorum

Il congresso venne convocato di nuovo nella primavera del 480 a.C. Una delegazione tessala suggerì ai Greci di radunarsi nella stretta valle di Tempe ai confini della Tessaglia e bloccare l'avanzata di Serse. Una divisione di 10 000 opliti fu inviata nella valle, attraverso la quale si credeva che l'esercito persiano sarebbe dovuto passare ma, una volta lì, vennero avvisati da Alessandro I di Macedonia che la valle poteva essere aggirata attraverso il passo di Sarantoporo e che l'esercito di Serse era innumerevole; i Greci preferirono ripiegare. Poco dopo ricevettero la notizia che Serse aveva attraversato l'Ellesponto.
Un secondo piano fu quindi presentato da Temistocle ai Greci. Il percorso per il sud della Grecia (la Beozia, l'Attica e il Peloponneso) avrebbe imposto all'esercito di Serse di passare per l'angusto passo delle Termopili, che gli opliti potevano facilmente bloccare nonostante la schiacciante superiorità numerica persiana. Inoltre, per evitare che i Persiani oltrepassassero le Termopili dal mare, la flotta ateniese e alleata poteva interdire loro lo stretto dell'Artemisio: questa duplice strategia fu approvata dal congresso. Tuttavia le città del Peloponneso escogitarono dei piani di ripiego per difendere l'Istmo di Corinto nell'eventualità che i Persiani vi arrivassero; frattanto le donne e i bambini di Atene furono evacuati in massa alla città di Trezene, nel Peloponneso.

## Inizio

Mappa degli spostamenti greci e persiani presso le Termopili e l'Artemisio

L'esercito persiano procedette lentamente attraverso la Tracia e la Macedonia e la notizia del suo arrivo imminente fu riferita agli alleati greci in agosto da una spia. In questo periodo dell'anno gli Spartani, la massima potenza militare dell'alleanza, stavano celebrando le feste Carnee durante le quali la legge spartana vietava l'attività militare: tale usanza aveva già causato il tardivo intervento spartano alla battaglia di Maratona. Era anche il periodo dei Giochi olimpici che imponeva la tregua olimpica, quindi marciare in guerra sarebbe stato doppiamente sacrilego per l'esercito spartano. In questa occasione, però, gli Efori decisero che il pericolo era sufficientemente grande da giustificare una spedizione immediata, comandata da uno dei re di Sparta, Leonida I, per bloccare il passo. Egli prese con sé i 299 uomini della guardia del corpo reale, i cosiddetti "cavalieri", un corpo esistito anche in altre epoche. La spedizione si proponeva di raggruppare il maggior numero possibile di altri soldati greci lungo la strada e di attendere l'arrivo del grosso dell'esercito spartano alle Termopili. La leggenda, come racconta Erodoto, narra che gli Spartani consultarono l'oracolo di Delfi nella prima parte dell'anno che dette loro la seguente profezia:
(Erodoto, Storie, VII, 220.)
Erodoto ci dice che Leonida, dopo aver appreso il vaticinio, fosse convinto di andare incontro a morte certa insieme a tutte le sue truppe, perciò scelse solo gli Spartiati che avevano figli in modo da assicurare continuità alle stirpi.
Nel corso della marcia verso le Termopili la divisione spartana raccolse contingenti provenienti da varie città e contava più di 7 000 soldati quando giunse al passo. Leonida decise di accamparsi presso la parte più stretta detta "porta di mezzo" e di difenderla là dove i Focesi avevano costruito un muro di difesa tempo prima. Dalla vicina città di Eraclea Trachinia Leonida fu informato dell'esistenza di una pista montana che avrebbe potuto essere utilizzata per aggirare le Termopili: il re collocò quindi 1 000 opliti Focesi sulle alture per precauzione.
A metà agosto l'esercito persiano fu avvistato nel golfo Maliaco in avvicinamento alle Termopili. Alla notizia dell'imminente arrivo di Serse al passo, i Greci incominciarono ad aver paura e nel corso di un consiglio di guerra presero a discutere di una eventuale ritirata. I peloponnesiaci suggerirono di tornare all'Istmo di Corinto e di difendere quello per impedire agli invasori l'ingresso al Peloponneso; ciò provocò lo sdegno di Focesi e Locresi che provenivano dalla zona direttamente minacciata dall'arrivo dei nemici. Leonida, visto lo sdegno di costoro e placati i dissidi, decise di restare a difendere il passo e nel contempo inviò messaggeri nelle città vicine a chiedere rinforzi poiché le truppe a sua disposizione erano insufficienti per respingere i Persiani.
Dopo essersi accampato, Serse inviò un emissario per negoziare con Leonida: ai Greci venne offerta la libertà, il titolo di "amici del popolo persiano" e terre più grandi e più fertili di quelle che già possedevano. Quando questi termini di pace furono rifiutati da Leonida, l'ambasciatore chiese perentoriamente di gettare le armi ma sembra che il re abbia risposto: «Vengano a prenderle loro» (in greco antico: "Μολὼν λαβέ"?). Serse rimase incredulo alla risposta riferitagli dal suo ambasciatore, perciò lasciò passare quattro giorni sempre sperando che i Greci si ritirassero; al quinto giorno, poiché i Greci non accennavano ad andarsene e anzi la loro permanenza gli sembrava un atto di insolenza, ordinò di dare inizio alla battaglia.

## Forze in campo

### Forze persiane

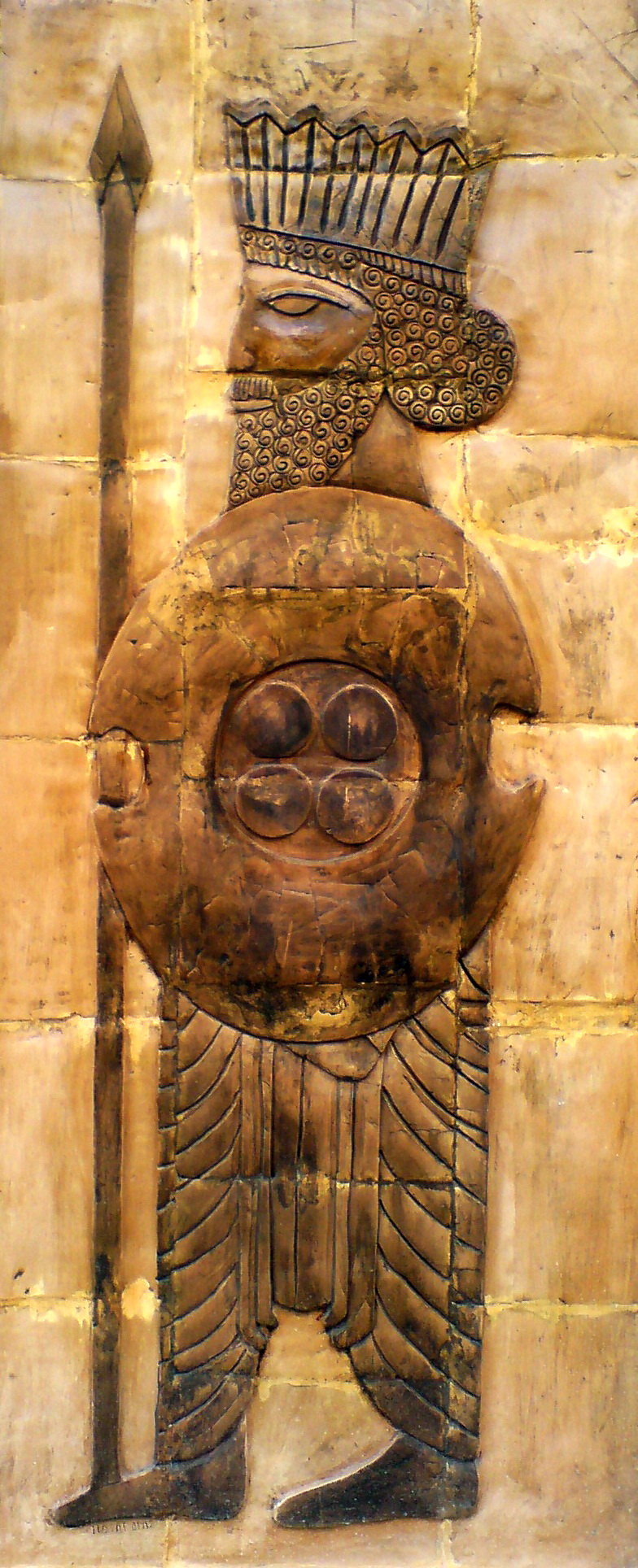
Guerriero achemenide scolpito nel muro degli appartamenti reali a Nishapur

Il numero di soldati che Serse radunò per la seconda invasione della Grecia è stato oggetto di infinite controversie perché i numeri riportati dalle fonti antiche sono molto elevati. Erodoto sosteneva che i Persiani riuscirono a schierare 2,6 milioni di soldati delle più disparate etnie, accompagnati da un numero equivalente di personale di supporto. Il quasi contemporaneo poeta Simonide parla di quattro milioni; Ctesia di Cnido afferma che il numero totale dei soldati persiani fosse pari circa a 800 000.
Gli studiosi moderni tendono a ridimensionare le cifre fornite da Erodoto e dalle altre fonti antiche, reputandole l'irrealistico risultato di errori di calcolo o esagerazioni da parte dei vincitori, mentre sono invece concordi nell'ipotizzare che i Persiani fossero in numero compreso fra 170 000 e 300 000, anche se altre fonti parlano di circa 150 000 effettivi. Queste stime di solito provengono dallo studio delle capacità logistiche degli aggressori asiatici in quel periodo, dalla sostenibilità delle basi d'operazione e dai problemi generali sul personale di supporto. Indipendentemente dal numero reale di soldati, è chiaro come Serse fosse ansioso di compiere una spedizione di successo, tanto da ottenere una superiorità numerica schiacciante per terra e per mare. Il numero delle truppe persiane presenti alle Termopili è quindi incerto, come il numero degli uomini impiegati complessivamente per la guerra: per esempio, non è chiaro se l'intero esercito persiano marciò fino alle Termopili o se Serse lasciò guarnigioni in Macedonia e in Tessaglia.

### Forze greche
Secondo Erodoto e Diodoro Siculo l'esercito greco comprendeva le seguenti forze:
| Nazionalità                 | Secondo Erodoto                       | Secondo Diodoro Siculo                         |
| Spartani, inclusi i Perieci | 900 (?)                               | 700 o 1000                                     |
| opliti Spartiati            | 300                                   | 300                                            |
| Mantinei                    | 500                                   | 3 000 (altri peloponnesiaci insieme a Leonida) |
| Tegeesi                     | 500                                   | 3 000 (altri peloponnesiaci insieme a Leonida) |
| Arcadi di Orcomeno          | 120                                   | 3 000 (altri peloponnesiaci insieme a Leonida) |
| Altri Arcadi                | 1 000                                 | 3 000 (altri peloponnesiaci insieme a Leonida) |
| Corinzi                     | 400                                   | 3 000 (altri peloponnesiaci insieme a Leonida) |
| Fliunti                     | 200                                   | 3 000 (altri peloponnesiaci insieme a Leonida) |
| Micenei                     | 80                                    | 3 000 (altri peloponnesiaci insieme a Leonida) |
| Totale Peloponnesiaci       | 3 100 o 4 000                         | 4 000 o 4 300                                  |
| Tespiesi                    | 700                                   | –                                              |
| Maliesi                     | –                                     | 1 000                                          |
| Tebani                      | 400                                   | 400                                            |
| Focesi                      | 1 000                                 | 1 000                                          |
| Locresi Opunzi              | "Tutti quelli che avevano"            | 1 000                                          |
| Totale Greci                | 5 200 (o 6 100), più i Locresi Opunzi | 7 400 (o 7 700)                                |

- Riguardo al numero dei Peloponnesiaci, Diodoro sostiene che ci fossero 1 000 Lacedemoni e 3 000 altri Peloponnesiaci per un totale di 4 000 uomini. Erodoto concorda con questi dati in un passaggio, dove cita uno scritto di Simonide dicendo che vi erano 4 000 Peloponnesiaci.[52] Altrove, nel riassunto della tabella qui sopra, Erodoto conteggia però 3 100 Peloponnesiaci alle Termopili prima della battaglia;[35] riferisce poi che Serse volle mostrare i caduti greci agli uomini della sua flotta (dopo aver nascosto la maggior parte dei cadaveri di quanti avevano combattuto dalla parte dei Persiani) e che i marinai della flotta persiana "convinti che i caduti fossero tutti Spartani o Tespiesi, in realtà vedevano anche gli iloti",[3] ma non dice quanti iloti c'erano e in quale funzione vennero adoperati. Perciò la differenza fra le due descrizioni può essere interpretata supponendo (senza prove) che ci fossero 900 iloti in battaglia, tre per ogni Spartiata.[51] Se gli iloti erano presenti durante la battaglia, non c'è motivo per dubitare che vennero usati nel loro ruolo tradizionale di scudieri ai singoli Spartiati. In alternativa, le 900 truppe che mancano dai dati di Erodoto potrebbero essere state composte da Perieci e potrebbero quindi corrispondere alla descrizione di Diodoro di 1 000 Lacedemoni.[51]
- Riguardo al numero degli Spartani ulteriore confusione è generata dall'ambiguità di Diodoro circa i 1 000 Lacedemoni secondo lui presenti alla battaglia: non si sa infatti se essi comprendono anche i 300 Spartiati. A un certo punto dice: "Leonida, quando ricevette la nomina, annunciò che solo un migliaio di uomini lo avrebbero dovuto seguire nella campagna".[50] per affermare in seguito che: "Ci furono, poi, un migliaio di Lacedemoni, e con loro trecento Spartiati".[50] È perciò impossibile avere maggiore chiarezza riguardo al numero degli Spartani.

La descrizione di Pausania il Periegeta concorda con quella di Erodoto (i cui scritti aveva letto), solo che egli dà il numero dei Locresi, che invece Erodoto non registra limitandosi a dire che ognuna delle loro città mandò un contingente. Pausania afferma che, abitando proprio nella zona di transito dei Persiani, i Locresi diedero tutti gli uomini in grado di lottare che avevano: secondo Pausania si trattava di 6 000 unità che, aggiunte alle 5 200 di Erodoto avrebbero composto una forza di 11 200 uomini.
Molti storici moderni, che di solito considerano Erodoto più affidabile, aggiungono i 1 000 Spartani e i 900 iloti ai 5 200 di Erodoto per ottenere all'incirca 7 000 - 7 100 uomini come numero di riferimento, trascurando i Maliesi di Diodoro e i Locresi di Pausania. Trattandosi comunque di stime sono ammissibili altre possibilità. Inoltre il numero degli armati cambiò nel corso della battaglia, quando la maggior parte dell'esercito si ritirò e rimasero solamente circa 3 000 uomini, escluse le perdite subite nei giorni precedenti: 300 Spartiati, 700 Tespiesi, 400 Tebani, i 1 000 Focesi che stazionavano sopra al passo e forse 900 iloti.

## Considerazioni strategiche e tattiche

Mappa della battaglia

Da un punto di vista strategico la difesa delle Termopili consentiva ai Greci di impiegare nel miglior modo possibile le loro forze. Fino a quando si poteva evitare l'avanzata persiana in Grecia non sussistevano motivi per ingaggiare una battaglia e si sarebbe potuti rimanere sulla difensiva; inoltre, ostacolando due passaggi angusti (le Termopili e Capo Artemisio) veniva a essere ridotto lo svantaggio greco dell'inferiorità numerica. Al contrario il grande numero dei Persiani impediva a Serse di rimanere nello stesso posto troppo a lungo a causa delle difficoltà di vettovagliamento dell'esercito: egli era quindi costretto a ritirarsi o ad avanzare necessariamente attraverso le Termopili. Il punto debole dei Greci era il sentiero di montagna che conduceva nell'altopiano parallelo alle Termopili e che avrebbe consentito agli aggressori di aggirare la loro posizione; anche se inadatta per la cavalleria, questa strada avrebbe potuto essere facilmente percorsa dalla fanteria persiana nella quale erano presenti molti uomini abituati a combattere in zone montane. Leonida si era comunque premunito posizionando i Focesi a guardia del passaggio.
Tatticamente il passo delle Termopili, angusto e tortuoso, si addiceva perfettamente allo stile di combattimento greco: la falange oplitica sarebbe stata in grado di bloccare il passaggio con facilità senza il rischio di venire sopraffatta dalla fanteria persiana, che era dotata di armamento leggero e quindi facilmente vulnerabile, e nemmeno dalla cavalleria persiana, che era inutilizzabile in uno spazio tanto stretto. Come fa notare espressamente Diodoro Siculo, anche i diversi tipi di armi giocarono un ruolo determinante: i Greci coi loro opla (scudi metallici di circa un 1 metro di diametro) potevano facilmente serrare le file ed evitare i colpi dei nemici, i quali invece erano provvisti di aspides (scudi di legno generalmente piccoli) e di peltai (scudi leggeri anch'essi di modiche dimensioni), che non erano efficaci nel ripararli dai colpi delle lance e delle spade greche.

### Campo di battaglia

Mappa delle Termopili col litorale odierno e la ricostruzione di quello del 480 a.C.

Al tempo della battaglia, il passo delle Termopili consisteva in una strada che correva lungo la riva del golfo Maliaco ed era così stretta che solo un carro alla volta poteva passare. Sul lato meridionale della strada sorgevano le scogliere che incombevano sul passo e sul lato settentrionale si stendeva il golfo Maliaco. Lungo il percorso erano state erette tre costruzioni dette "porte" (pylai) e presso la porta di mezzo era stata costruita dai Focesi, un secolo prima, una piccola muraglia per ostacolare le invasioni tessaliche. Il nome "Porte calde" deriva dalle sorgenti termali che si trovavano lì vicino. Oggi il passo non è vicino al mare, bensì a diversi chilometri all'interno a causa della sedimentazione nel golfo Maliaco; l'antica via si trova ai piedi delle colline attorno alla piana, fiancheggiata da una strada moderna. Recenti rilevazioni hanno indicato che il passaggio fosse largo solo 100 metri e che le acque arrivassero alle porte.
Il passo è stato ancora in tempi moderni una difesa naturale: durante la seconda guerra mondiale le truppe del corpo di spedizione britannico in Grecia combatterono una nuova battaglia delle Termopili fra il 23 e il 24 aprile 1941 nel tentativo di bloccare l'invasione tedesca della Grecia; ma nonostante le speranze del primo ministro britannico Winston Churchill in "un nuovo clamoroso episodio militare", le truppe britanniche furono aggirate e rapidamente costrette a ripiegare verso Atene.

## Svolgimento

### Primo giorno

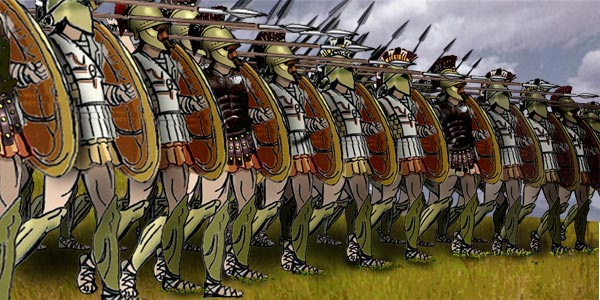
La falange greca come appare nella ricostruzione basata sugli studi del Perseus Project

Il quinto giorno dopo l'arrivo alle Termopili Serse decise finalmente di attaccare i Greci. Per prima cosa ordinò a cinquemila arcieri di scagliare una raffica di frecce, ma i dardi non fecero molti danni fra gli ellenici che erano protetti dagli scudi di bronzo e dagli elmi: gli studiosi moderni hanno inoltre calcolato che le frecce furono lanciate da almeno 100 metri di distanza. Dopodiché Serse mandò contro i Greci diecimila fra Medi e Cissiani, "con l'ordine di farli prigionieri e di condurli al suo cospetto". I Greci combattevano davanti al muro focese, nella parte più stretta del passo, nel tentativo tattico di utilizzare il minor numero di soldati possibile alla volta. I dettagli del combattimento sono scarsi; Diodoro dice che "gli uomini stavano spalla a spalla" e che i Greci erano "superiori in valore e nella misura dei loro scudi". Questa è probabilmente la descrizione della comune falange greca, in cui gli uomini formavano un muro di scudi dal quale si protendevano le lunghe lance dory; uno schieramento efficace fintanto che era in grado di ostruire l'intero passaggio. I Persiani, dotati com'erano di armi meno lunghe, non furono quindi in grado di accorciare le distanze per entrare nel combattimento corpo a corpo con gli opliti. Erodoto riporta che le unità erano organizzate secondo la città di provenienza; le divisioni entravano e uscivano dallo schieramento a turno per evitare di affaticarsi, il che significa che i Greci avevano più uomini del necessario per bloccare il passo. Si racconta che durante il combattimento i Greci uccisero così tanti Medi che Serse balzò in piedi per tre volte dal trono dal quale stava guardando la battaglia. Secondo Ctesia di Cnido la prima ondata di Persiani fu "tagliata a fette" con solo due o tre morti tra gli Spartiati.
Secondo Erodoto e Diodoro Siculo, il Gran Re, dopo aver saggiato le forze greche, lanciò un secondo assalto con gli Immortali, un corpo d'élite di 10 000 uomini. Però anche questo reparto scelto fallì, poiché servendosi di lance più corte di quelle dei Greci non poteva far valere la superiorità numerica. Gli Spartani, inoltre, finsero alcune volte di ritirarsi (badando però a mantenere compatte le linee) e ogni volta che i Medi si lanciavano disordinatamente all'inseguimento, gli Spartani si voltavano e li affrontavano uccidendo in tal modo "un numero incalcolabile di Persiani". Ancora una volta i Persiani dovettero ritirarsi.

### Secondo giorno

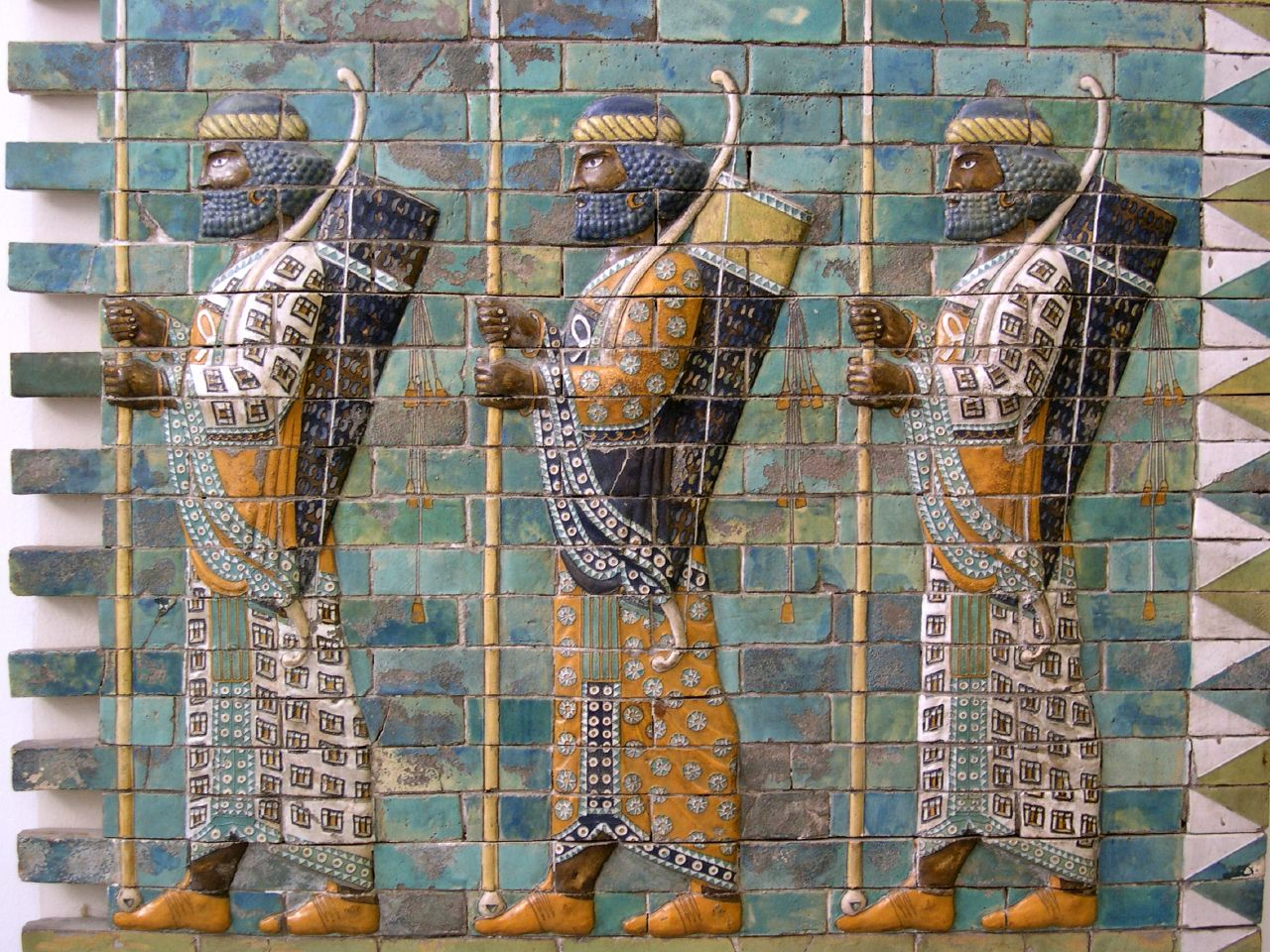
Guerrieri persiani, probabilmente gli Immortali, raffigurati in un bassorilievo del palazzo di Dario a Susa, esposto al Museo di Pergamo di Berlino.

Il secondo giorno Serse inviò nuovamente la fanteria ad attaccare il passo, "supponendo che i suoi nemici, essendo così pochi, fossero ora indeboliti da ferite e non potessero più resistere". Tuttavia ai Persiani non andò meglio del giorno precedente e Serse infine fermò l'assalto e si ritirò nel suo campo, "totalmente perplesso". Mentre il re persiano stava meditando sul da farsi, si verificò la svolta della battaglia: un uomo di Eraclea Trachinia di nome Efialte, spinto dal desiderio di una grossa ricompensa, informò Serse dell'esistenza di un sentiero di montagna che aggirava le Termopili e si offrì di guidarvi l'esercito persiano. Questo episodio fece del personaggio di Efialte l'archetipo del traditore nella cultura greca e il suo stesso nome prese nella lingua greca una connotazione così negativa che col tempo gli fece assumere il significato di "incubo".
Erodoto riporta che quella sera Serse mandò il comandante Idarne ad accerchiare i Greci con gli uomini sotto il suo comando. Lo storico non fornisce però ulteriori dettagli riguardo all'identità degli uomini incaricati della missione: Idarne aveva il comando degli Immortali, ma questi (almeno secondo Erodoto) erano stati sterminati il primo giorno di battaglia, quindi è possibile che Idarne fosse al comando di un'unità maggiore comprendente anche altre forze che, nel caso specifico, includevano i resti del corpo degli Immortali; in effetti, secondo Diodoro, Idarne aveva una divisione di 20 000 uomini. Il percorso, che si inerpicava lungo le pendici orientali del monte Eta, sul versante chiamato Anopea, partiva dal lato orientale del campo persiano e arrivava dietro le scogliere che fiancheggiavano il passo; a un certo punto si biforcava in due sentieri: uno conduceva alla Focide e l'altro verso il Golfo Maliaco ad Alpeno, prima città della Locride.

### Terzo giorno

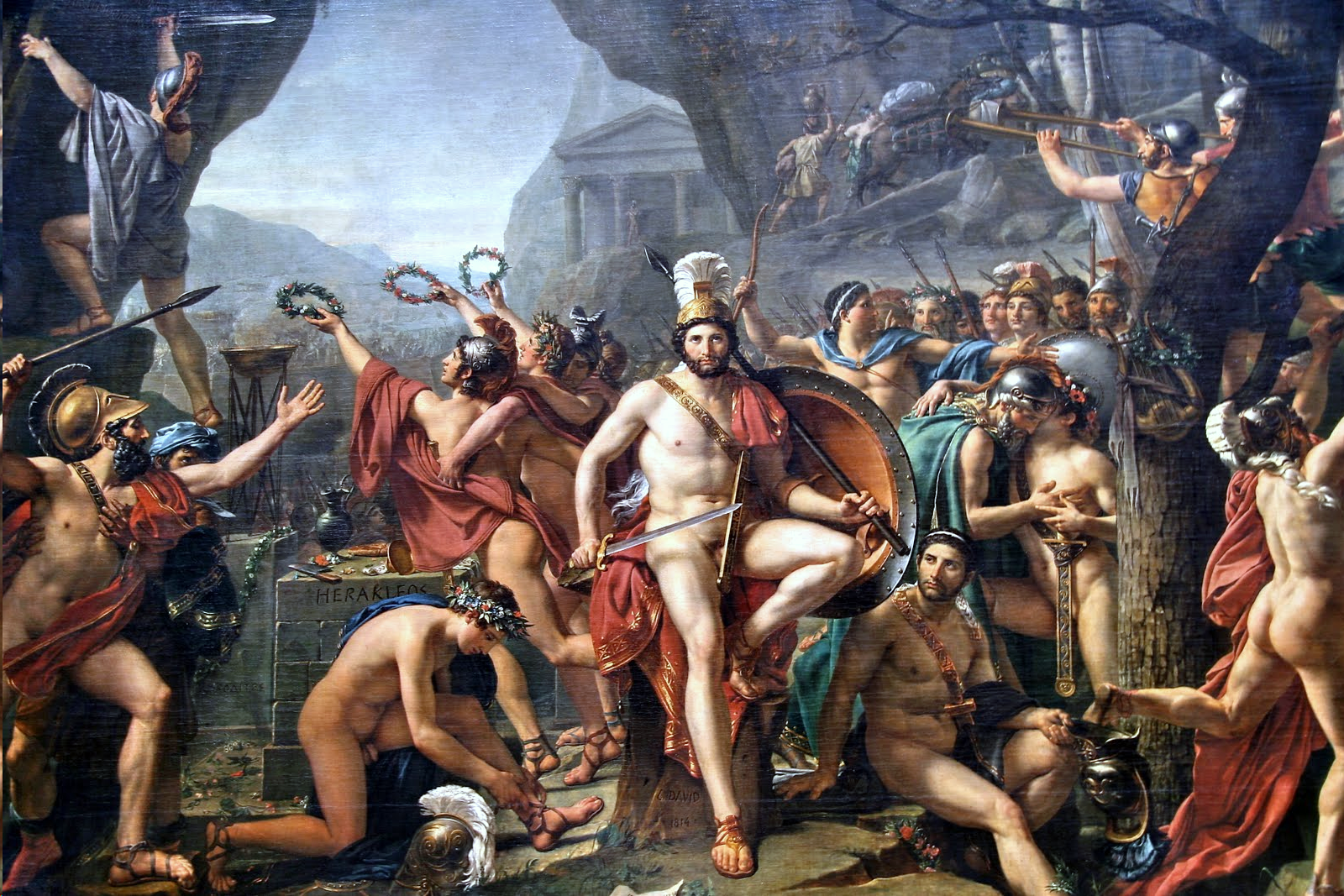
Leonida alle Termopili di Jacques-Louis David (1814). Il quadro rappresenta una "antologia" degli eventi storici e leggendari accaduti nella battaglia

All'alba del terzo giorno i Focesi a guardia del sentiero sopra le Termopili, sentendo il fruscio delle foglie di quercia, si accorsero che una nutrita colonna persiana stava aggirando le Termopili; perciò balzarono su e rivestirono frettolosamente le armi. Idarne rimase sbigottito nel vederli, in quanto era sicuro che non si sarebbe imbattuto nel minimo ostacolo, e temette di aver incontrato degli Spartiati: fu però informato da Efialte che non lo erano, così dispose i suoi soldati per la battaglia. Ma i Focesi, del pari colti di sorpresa e credendo che quei militari fossero venuti ad attaccare proprio loro, si ritirarono su per la montagna preparandosi a resistere all'attacco. Invece, i Persiani guidati da Efialte si limitarono a scagliare una fitta raffica di frecce poiché Idarne non intendeva perdere tempo con loro e in fretta condusse i suoi uomini giù dalla montagna per portare a termine l'accerchiamento dei Greci al passo delle Termopili.
Appreso da un messaggero (secondo Diodoro un persiano chiamato Tirrastiade, nativo di Cuma d'Eubea) che i Focesi non avevano protetto le sue retrovie, Leonida convocò un consiglio di guerra all'alba. Alcuni comandanti greci optarono per la ritirata ma Leonida decise di rimanere in difesa del passo con gli Spartiati. Molti dei contingenti ellenici scelsero di ritirarsi senza attendere ordini o furono congedati da Leonida (Erodoto ammette che esiste qualche dubbio sulla veridicità di questo gesto). Un contingente di 700 Tespiesi guidati dal loro generale Demofilo si rifiutò di andarsene con gli altri Greci e rimase a combattere. Erano inoltre presenti 400 Tebani e probabilmente anche gli Iloti che avevano accompagnato gli Spartiati.
Le azioni di Leonida sono state oggetto di diverse interpretazioni. Sebbene sia da tutti accettato che gli Spartiati stessero obbedendo alle leggi di Sparta, contrarie alla ritirata, sembra che sia stata proprio la ritirata di massa dalle Termopili a dare origine a tale norma. È anche possibile che, ricordando le parole dell'oracolo, Leonida si fosse impegnato a sacrificare la sua vita per salvare Sparta; poiché però la profezia era indirizzata solo a lui, non si spiega il motivo per cui impegnò altri 1 500 uomini in una lotta dall'esito scontato. L'ipotesi più probabile è che Leonida scelse di formare una retroguardia in modo che gli altri contingenti greci potessero allontanarsi senza pericoli: se l'intero corpo di truppe greche avesse ripiegato contemporaneamente, la cavalleria persiana avrebbe potuto inseguirlo senza difficoltà, mentre se fosse restato sul passo, ormai indifendibile, i Persiani l'avrebbero massacrato per intero. Coprendo la ritirata e continuando a bloccare il passo Leonida avrebbe potuto salvare più di 3 000 uomini, da utilizzare in guerra in un secondo momento.
Anche riguardo alla permanenza dei Tebani sono sorti dibattiti: Erodoto suggerisce che furono portati alla battaglia come ostaggi per saggiare le reali intenzioni di Tebe, pesantemente sospettata di parteggiare per i Persiani; secondo Erodoto i Tebani restarono contro voglia e loro malgrado e solo perché Leonida li tratteneva, ma come Plutarco sottolineò tempo dopo, se fossero stati veri ostaggi non si comprende il motivo per cui non fossero stati mandati indietro con gli altri Greci. Probabilmente si trattava di quella parte dei Tebani che, a differenza della maggioranza dei concittadini, erano avversi al dominio persiano e che, forse, si erano uniti di loro spontanea volontà a Leonida decidendo di combattere fino all'ultimo perché in caso di vittoria persiana non avrebbero potuto tornare a Tebe.
I Tespiesi avevano rifiutato di sottomettersi a Serse e temevano che la loro città sarebbe stata rasa al suolo una volta che i Persiani avessero conquistato la Beozia. Tuttavia ciò non basta da solo a spiegare la mancata ritirata del generale Demofilo e dei suoi uomini: infatti il resto dei cittadini fu fatto allontanare da Tespie prima dell'arrivo dei Persiani. Sembra piuttosto che i Tespiesi abbiano scelto volontariamente di rimanere come atto di sacrificio, tanto più sorprendente in quanto il loro contingente riuniva ogni singolo oplita che la città era in grado di offrire, ma questo pare essere stato un tratto caratteristico dei Tespiesi, che in almeno altre due successive occasioni combatterono una strenua lotta fino alla morte.
All'alba Serse attese alcune libagioni, fermandosi per dare agli uomini di Idarne il tempo di scendere dalla montagna, e poi mandò avanti le sue forze. Un esercito persiano composto da diecimila uomini tra fanteria leggera e cavalleria caricò il fronte della falange. I greci questa volta lasciarono il muro e uscirono dal passo per scontrarsi con i Persiani nella parte più ampia della gola, cercando di ucciderne il maggior numero possibile; combatterono con le lance fino a che non furono tutte spezzate e poi passarono alle spade corte xiphoi. Erodoto riporta che in questa mischia morirono due fratelli di Serse, Abrocome e Iperante. Nei primi minuti dell'assalto era perito anche Leonida e per il suo cadavere furono ingaggiati scontri furiosi che terminarono quando i Greci riuscirono a recuperarlo. Quando i Greci si accorsero dell'arrivo degli uomini di Idarne, la battaglia mutò aspetto: i Greci riguadagnarono di corsa la strettoia del passo, superarono il muro e andarono a prendere posizione sulla collina. La manovra lasciò indietro i Tebani che "allontanatisi dai loro compagni, e con le mani alzate, avanzarono verso i barbari" i quali li presero prigionieri dopo averne uccisi alcuni mentre si avvicinavano e alla maggior parte, per ordine del Gran Re, venne poi impresso il marchio reale, a cominciare dal loro comandante Leonziade. Riguardo ai superstiti difensori Erodoto scrive:
(Erodoto, Storie, VII, 225)
Abbattuta parte del muro, Serse ordinò che la collina venisse circondata e gli aggressori combatterono fino a che fu morto l'ultimo soldato greco. Nel 1939 l'archeologo Spyridōn Marinatos, scavando alle Termopili, trovò un gran numero di punte di freccia di bronzo persiane sulla collina di Kolonos identificandola quale il luogo dell'ultima resistenza ellenica; prima di allora si riteneva che l'altura fosse un'altra, più piccola e più vicina al muro.
Famoso è l'encomio reso da Simonide ai morti della battaglia:
(Simonide, fr. 531 Page)
Secondo Erodoto i Persiani guadagnarono il passaggio delle Termopili al costo di circa 20 000 morti tra le file del loro esercito. La retroguardia greca fu annientata con una probabile perdita di 2 000 uomini, inclusi quelli uccisi nei primi due giorni di battaglia. Erodoto afferma che morirono 4 000 Greci: partendo dal presupposto che i Focesi a guardia del sentiero non furono uccisi durante la battaglia, il numero dei morti si avvicina troppo al numero totale dei Greci che lo stesso storico fornisce; quindi la cifra di 4 000 morti è probabilmente troppo alta.

## Conseguenze
Finita la battaglia il corpo di Leonida fu recuperato dai militari dell'esercito persiano e Serse, infuriato, ordinò di tagliargli la testa e di piantarla su un palo. Erodoto osserva che questo trattamento era molto insolito per i Persiani, che avevano l'abitudine di trattare i guerrieri valorosi con grande onore, come avevano già fatto con Pitea, catturato al largo di Sciato prima della battaglia di Capo Artemisio; d'altronde Serse era noto per essere particolarmente iracondo e una leggenda racconta di come diede ordine di infliggere trecento colpi di frusta all'acqua dell'Ellesponto perché una violenta tempesta aveva distrutto le prime opere di attraversamento dello stretto approntate dai Persiani. Pausania dopo la battaglia di Platea si rifiuterà di vendicare la morte di Leonida profanando il corpo di Mardonio. Dopo la partenza degli aggressori i Greci raccolsero i propri morti e li seppellirono sulla collina, ove dopo la fine della guerra fu posto un leone di pietra per commemorare Leonida. Ben quaranta anni dopo la battaglia le ossa di Leonida furono riportate a Sparta, dove furono sepolte di nuovo con tutti gli onori: da allora furono dedicati alla sua memoria dei giochi funebri che si svolgevano con cadenza annuale.
Con le Termopili aperte al libero passaggio dell'esercito persiano, il blocco navale all'Artemisio divenne irrilevante. La simultanea battaglia navale arrivò a una situazione di stallo tattico e la flotta greca fu in grado di ritirarsi in ordine verso il Golfo Saronico, dove aiutò a traghettare i restanti cittadini ateniesi nell'isola di Salamina. Passate le Termopili l'esercito persiano saccheggiò e incendiò le città della Beozia che non si erano sottomesse a Serse (Platea e Tespie) prima di marciare in direzione di Atene, ormai evacuata. Nel frattempo i Greci del Peloponneso si prepararono a difendere l'Istmo di Corinto, sbarrando l'unica strada che lo attraversava e iniziando a costruire una muraglia. Come alle Termopili, fu ripetuta la strategia del doppio blocco predisponendo una flotta a chiusura del Golfo Saronico, in modo da impedire ai Persiani di sbarcare truppe direttamente nel Peloponneso. L'ateniese Temistocle, però, convinse i Greci a ingaggiare la battaglia decisiva non sulla terraferma ma sul mare, contro la flotta di Serse: le navi persiane furono quindi attirate presso l'isola di Salamina, di fronte al porto di Atene, dove furono in gran parte distrutte dalla flotta greca.
Con la flotta semidistrutta, temendo che i Greci potessero attaccare i ponti attraverso l'Ellesponto e intrappolarlo con il suo esercito in Europa mentre stava per sopraggiungere l'inverno, Serse decise di tornare in Asia. Il Gran Re lasciò in Grecia buona parte dell'esercito al comando del generale Mardonio, che si era installato nei suoi quartieri invernali nell'ampia pianura tessalica, con l'incarico di completare la conquista l'anno successivo. Il resto dell'esercito accompagnò Serse e durante la ritirata verso l'Asia soffrì altissime perdite per fame e malattie. La primavera dell'anno seguente ripresero le operazioni militari; Mardonio offrì un'alleanza e riparazioni di guerra agli Ateniesi a patto che uscissero dall'alleanza anti-persiana. Di fronte alla minaccia di una rottura dell'alleanza, i Peloponnesiaci si decisero ad abbandonare la loro strategia di difesa dell'istmo e marciarono verso l'Attica: Mardonio arretrò in Beozia per attirare i Greci in campo aperto e i due eserciti si scontrarono presso la città di Platea dove i Greci sconfissero i Persiani infliggendo loro gravi perdite e costringendoli a ritirarsi verso il nord. Lo scontro, nel quale rimase ucciso lo stesso Mardonio, pose fine all'invasione persiana anche perché nel frattempo si era svolta una seconda battaglia navale vicino a Capo Micale nella quale la flotta ellenica aveva distrutto oltre la metà delle navi persiane superstiti di Salamina.

## Importanza

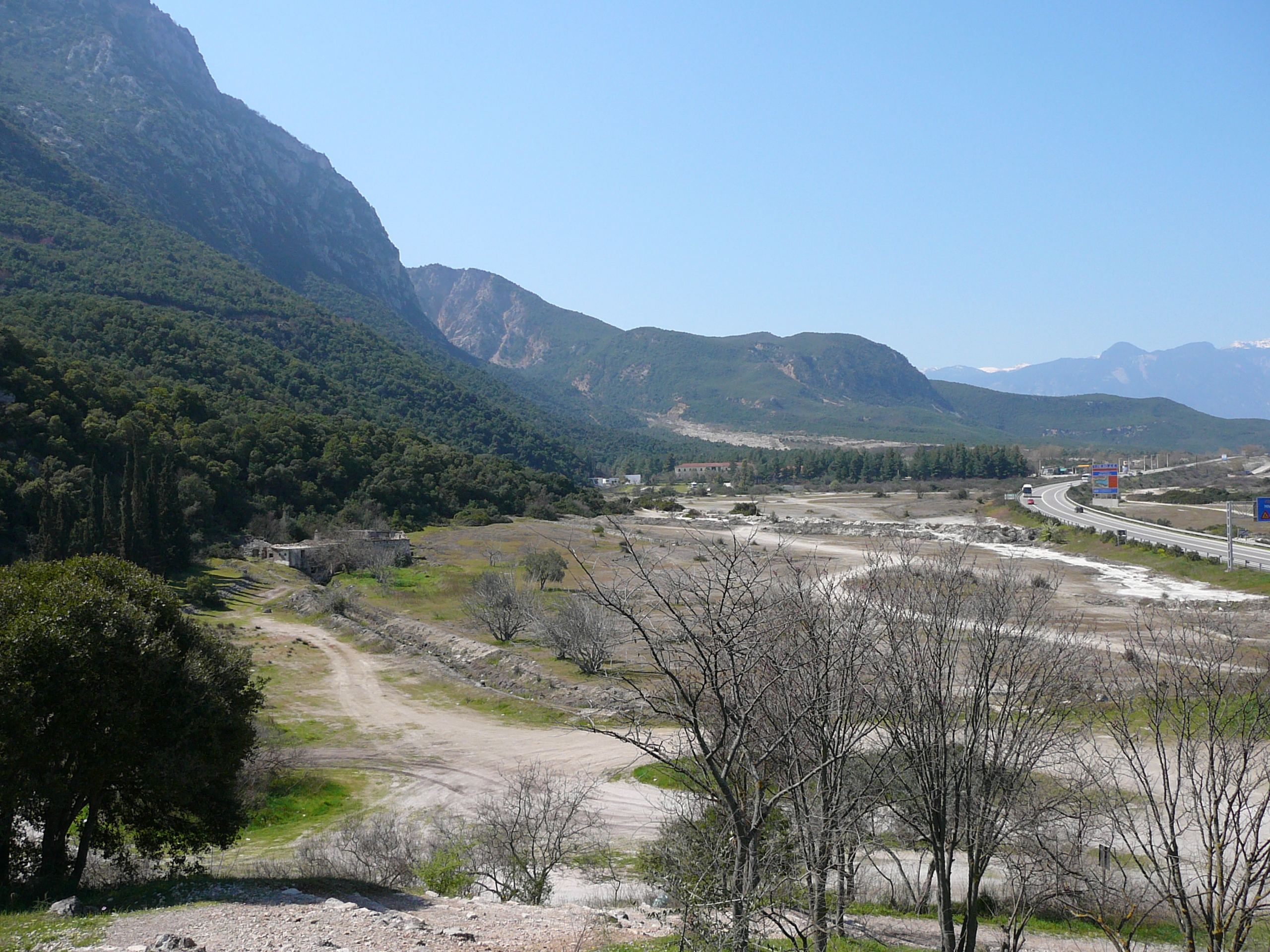
Il passo delle Termopili nel 2011: nell'antichità il mare arrivava all'altezza dell'autostrada o ancora più vicino alla montagna

La battaglia delle Termopili, più volte citata nella cultura antica, recente e contemporanea, è probabilmente la più famosa della storia antica dell'Europa. Per lo meno nella cultura occidentale, sono i Greci quelli che vengono lodati per i loro risultati nella battaglia a dispetto dell'esito: nel contesto dell'invasione persiana, le Termopili furono infatti senza dubbio una sconfitta per i Greci. Sembra evidente che la strategia dei Greci fosse quella di tenere a bada i Persiani alle Termopili e Capo Artemisio con l'obiettivo di non cedere tutta la Beozia e l'Attica agli aggressori. La posizione dei Greci alle Termopili, pur essendo essi soverchiati numericamente, era pressoché inespugnabile; se la difesa avesse retto più a lungo è assai probabile che gli aggressori avrebbero dovuto ritirarsi per mancanza di cibo e acqua. Nonostante le relativamente pesanti perdite la forzatura del passo rappresentò una netta vittoria tattica persiana con ripercussioni strategiche importanti. La riuscita della ritirata del grosso delle truppe greche non può essere considerata un effettivo successo, sebbene abbia impedito ai Persiani di ottenere una completa vittoria.
Talvolta si afferma che quella delle Termopili fu una vittoria di Pirro per i Persiani, ma Erodoto non accenna minimamente a simili considerazioni. Questa tesi, inoltre, appare irrealistica considerando che dopo la battaglia i Persiani conquistarono la maggior parte della Grecia e un anno più tardi stavano ancora combattendo in Europa. In alternativa è stato affermato che la resistenza alle Termopili fu utile in quanto ritardò l'avanzata persiana concedendo qualche giorno in più alla flotta greca in vista dello scontro con la più potente flotta persiana.
(Douglas Tung, 36 Stratagems Plus: Illustrated by International Cases, Trafford Publishing, 2010, p. 239)
Tuttavia, considerando l'intervallo che intercorre tra le due battaglie (circa un mese), il tempo guadagnato grazie al sacrificio degli Spartiati è trascurabile anche perché nel frattempo la flotta greca stava combattendo presso Capo Artemisio una costosa battaglia. George Cawkwell sostiene che il periodo di tempo che intercorre fra le Termopili e Salamina fu in sostanza una scelta di Serse, che preferì dedicarsi a stroncare l'opposizione greca in Focide e in Beozia prima di marciare verso l'Attica: come battaglia finalizzata a contenere i Persiani, quella delle Termopili, fu insignificante rispetto al ritardo dovuto alle decisioni di Serse. Anziché descrivere la battaglia come una vittoria di Pirro, gli storici moderni tendono a sottolineare i successi di Serse, ovvero lo sfondamento del formidabile fronte greco e la conquista della maggior parte della Grecia; ancora Cawkwell afferma che "ebbe successo in terra e in mare, e la grande invasione iniziò con un brillante successo [...] Serse aveva ogni ragione per congratularsi con se stesso", mentre Lazenby descrive la sconfitta greca come "disastrosa".
La fama delle Termopili non deriva quindi dall'effetto che ebbe sulla guerra nel suo complesso bensì dall'esempio di valore militare fornito dai Greci, la cui retroguardia rimase in posizione sebbene il suo annientamento fosse cosa certa. Già dall'antichità le Termopili furono citate come un esempio di coraggio per la lotta contro i Persiani: secondo Diodoro Siculo, ad esempio, il merito della difesa della libertà greca è da attribuire ai difensori delle Termopili piuttosto che a coloro che vinsero le battaglie successive contro Serse, dato che questo scontro demoralizzò i Persiani ed esaltò i Greci. Da allora gli eventi delle Termopili sono stati motivo di lodi da molte fonti; per Montaigne, ad esempio, "le più belle vittorie che il Sole abbia mai visto, non avrebbero mai il coraggio di confrontare la loro gloria con la gloriosa sconfitta del re Leonida e dei suoi uomini".
Nonostante lo stereotipo che vede contrapporsi in battaglia "uomini liberi" e "schiavi" possa essere visto come un'eccessiva generalizzazione (esistono numerosi controesempi), è anche vero che molti autori hanno usato le Termopili come classico esempio del concetto. Militarmente, anche se non furono decisive nel contesto dell'invasione persiana, le Termopili rivestono un qualche significato in rapporto ai primi due giorni di combattimenti, i quali sono spesso usati come esempio dei vantaggi offerti dal superiore addestramento ed equipaggiamento e dall'accorto uso del terreno.

## Eredità

### Monumenti

#### Epitaffio di Simonide

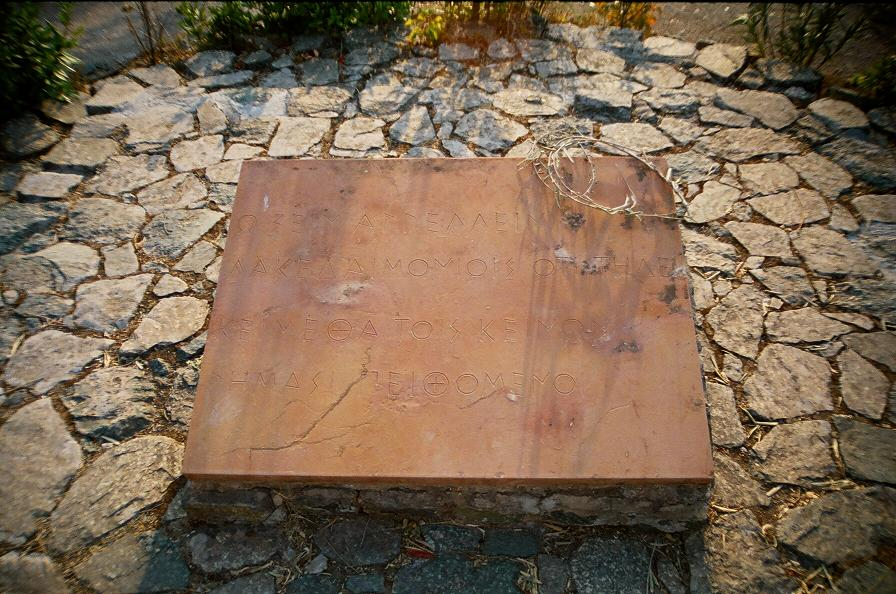
La lapide che reca inciso l'epigramma di Simonide

Il poeta Simonide compose un celebre epigramma che venne inciso quale epitaffio su una lapide commemorativa, posta in cima al tumulo degli Spartani alle Termopili. Quell'altura è anche la collina su cui l'ultimo Spartiata morì. La lastra originale non si è conservata, ma nel 1955 l'epitaffio fu riprodotto su una pietra nuova. Il testo riportato da Erodoto è:
(Iscrizione)
Era ben noto nell'Antica Grecia che tutti gli Spartiati inviati alle Termopili vi morirono in battaglia (con l'eccezione di Aristodemo di Sparta e di Pantite), per cui l'epigramma non vuole fornire informazioni accurate sull'evento al lettore, che può essere qualsiasi "straniero" di passaggio sul luogo, né si aspetta che egli ne comprenda appieno il significato, ma gli chiede di compiere una missione: informare gli Spartani della morte e dell'obbedienza dei loro concittadini; "prendere" le parole dall'iscrizione e portarle via con sé in modo da diffondere la notizia di ciò che è avvenuto alle Termopili. L'epigramma, frequentemente citato, è diventato parte della letteratura finendo per essere alterato nel testo in modo da conferirgli un significato più ampio: Licurgo (Contro Leocrate, 109), Diodoro (Libro 11.33.2) e Strabone ne forniscono una differente versione:
(Strabone, Geografia, IX, 4, 16)
in cui il termine di più difficile comprensione (ῥήμασι - ciò che è stato detto di fare, gli ordini ricevuti), e quindi probabilmente il più antico (lectio difficilior), viene sostituito da un termine più generalmente comprensibile (νομίμοις - ciò che è conforme agli usi, alle leggi) che conferisce all'epigramma un tono universale nobilitando le gesta attraverso il loro collegamento ad un'autorità superiore e a un principio più generale e astratto com'è appunto la Legge.

#### Monumento a Leonida
Nel 1950 sul sito dello scontro fu eretto un monumento per commemorare la battaglia. Progettato dal celebre scultore e medaglista greco Vássos Faliréas e denominato "Μνημείο του Λεωνίδα" (Mnimeío tou Leonída - Monumento a Leonida), fu realizzato grazie ai contributi di cittadini statunitensi di origine greca. È sormontato da una statua di bronzo di Leonida in armi sotto la quale si legge la semplice iscrizione: "Μολὼν λαβέ" ("Vieni a prenderle!", la risposta data dal re spartano all'ambasciatore persiano che intimava ai Greci di cedere le armi). La metopa posta sul retro raffigura delle scene della battaglia. Le due statue di marmo a sinistra e destra del monumento rappresentano, rispettivamente, il fiume Eurota e il monte Taigeto, famosi luoghi di Sparta.

#### Monumento ai Tespiesi
Nel 1997, accanto a quello degli Spartani, il governo greco inaugurò ufficialmente un secondo monumento dedicato ai 700 Tespiesi rimasti alle Termopili. Il monumento è in marmo ed è arricchito da una statua in bronzo raffigurante il dio Eros, che gli antichi Tespiesi tenevano in particolare considerazione. Sotto la statua si trovano un cartello che recita: "In memoria dei settecento Tespiesi." e una lastra di marmo che ne spiega il simbolismo:
- La figura maschile senza testa simboleggia il sacrificio anonimo dei 700 Tespiesi al loro paese.
- Il petto proteso richiama la lotta, la galanteria, la forza, il valore e il coraggio.
- L'ala aperta simboleggia la vittoria, la gloria, l'anima, lo spirito e la libertà.
- L'ala spezzata simboleggia il sacrificio volontario e la morte.
- Il corpo nudo simboleggia Eros, il dio più importante nell'antica Tespie e divinità della creazione, della bellezza e della vita.

### Leggende correlate
Gli storici antichi arricchirono la narrazione della battaglia con molti aneddoti la cui veridicità non è ovviamente verificabile, ma che sono parte integrante della leggenda della battaglia e mostrano quale doveva essere il modo di pensare degli Spartani.
Plutarco racconta che al momento della partenza di Leonida la moglie Gorgo gli chiese che cosa doveva fare se egli non fosse tornato; la risposta che ricevette fu: «Sposa un brav'uomo e metti al mondo bravi figli».
Secondo Erodoto, Serse, appena giunto alle Termopili, mandò un cavaliere in esplorazione a spiare quanti fossero gli Spartani e cosa stessero facendo. Il cavaliere, avvicinatosi, li vide intenti in parte a compiere esercizi fisici, in parte a pettinarsi i lunghi capelli. Tornato indietro riferì ciò che aveva visto, ma Serse non riusciva a credere che gli Spartani potessero prepararsi a morire e a uccidere per mezzo di attività così ridicole, perciò mandò a chiamare Demarato di Sparta, un re spartano in esilio al suo seguito, e lo interrogò al riguardo: gli confermò che era abitudine degli Spartani ornarsi i capelli quando si apprestavano a mettere a rischio la propria vita. Demarato disse a Serse che quelli erano "gli uomini più valorosi di Grecia" e che ove mai fosse riuscito a sottomettere gli Spartani non ci sarebbe stato "altro popolo al mondo che oserà opporsi a te con le armi".
Plutarco descrive il ricevimento di un'ambasciata di Serse da parte di Leonida in cui il Gran Re gli offriva il governo di tutta la Grecia se si fosse unito a lui, ma Leonida rispose: «Se tu avessi una minima conoscenza delle cose nobili della vita, dovresti astenerti dal bramare i beni altrui; ma per me morire per la Grecia è meglio che essere l'unico sovrano sul popolo della mia razza». E quando Serse con un nuovo messaggio gli impose di cedere le armi, Leonida ribatté con la famosa risposta "Μολὼν λαβέ" (mo'lɔːn la'be), traducibile con «Vieni a prenderle!».
Tale spavalderia da parte degli Spartani contribuì indubbiamente a mantenere alto il morale ed Erodoto ne porta un ulteriore esempio: uno spartano di nome Dienece, indicato dallo storico come il migliore nella battaglia, sentendo dire da un tale di Trachis che i Persiani avrebbero oscurato il sole con le loro frecce, rispose: «Allora combatteremo all'ombra!».
Ancora Erodoto racconta che dopo la battaglia Serse volle sapere che cosa i Greci stessero cercando di fare (presumibilmente perché gli sembrava strano che ci fossero così pochi uomini) e interrogò alcuni disertori arcadici. Quelli risposero che tutti gli altri uomini stavano partecipando ai Giochi olimpici. Quando Serse chiese quale fosse il premio per il vincitore, gli fu risposto che consisteva in una corona di ulivo. Sentendo questo, il generale persiano Tritantecme esclamò: «Santo cielo, Mardonio, che uomini sono questi, che hai posto contro di noi, che si battono non per le ricchezze, ma per l'onore?».

## Nella cultura di massa
La battaglia delle Termopili fu il confronto tra un pugno di guerrieri e un esercito immenso, un'immagine che presenta un'innegabile potenza evocativa e simbolica: di conseguenza è stata frequentemente ricordata in occasione di battaglie in cui uno dei due schieramenti si trovava a dover affrontare l'altro in condizioni di disperata inferiorità, dando prova di eroico spirito di sacrificio. Per la sua emblematica importanza, oltre a essere stata spesso raffigurata in opere letterarie e cinematografiche, la battaglia è stata oggetto di numerosi riferimenti e citazioni da parte dei mass-media. Il sacrificio degli Spartani e dei Tespiesi ha ispirato artisti di tutto il mondo che nel tempo hanno prodotto in grande numero opere d'arte, scritti e riferimenti culturali. La frase greca "Venite a prenderle" (in greco antico: Μολών λαβέ?, Molòn labé) attribuita a Leonida I, è stata citata in molte occasioni per esprimere la determinazione a non arrendersi senza combattere.

### Riferimenti culturali
- Le Termopili sono state usate per dare il nome a varie navi, quali il clipper lungo 65 metri e con dislocamento di 91 tonnellate varato ad Aberdeen nel 1868. Battezzato Termopili, stabilì un record di velocità ed era noto per avere una polena maschile che raffigurava un uomo con indosso un'armatura greca completa di elmo, scudo e spada.[129]
- Il motto "ΜΟΛΩΝ ΛΑΒΕ" era sullo stemma del 1º Corpo d'armata greco e gli attivisti americani a favore del libero porto d'armi usano sia la frase originale sia la sua traslitterazione come motto.
- Nel 1831 i coloni texani avevano ricevuto un cannone dal governo messicano per difendersi dagli indiani. Al sorgere della ribellione dei texani il governo ne chiese la restituzione come primo atto per disarmarli, cosicché alla battaglia di Gonzales nel 1835 i ribelli texani scrissero bene in evidenza sull'arma il motto "Come and take it!" (Venite a prenderlo!).[130]
- Passo Buole, nelle Prealpi venete, fra il Gruppo della Carega e il Coni Zugna, in provincia di Trento, è passato alla storia come le "Termopili d'Italia", per gli aspri combattimenti che vi ebbero luogo nel maggio-giugno del 1916 durante la Strafexpedition. In quell'occasione l'esercito italiano riuscì a contenere il tentativo austriaco di sfondare e discendere a valle, aggirando di fatto il grosso delle truppe italiane attestate più a nord.[131][132]
- La battaglia di Wizna, combattuta dai polacchi nel settembre 1939 contro l'esercito tedesco è spesso chiamata "le Termopili polacche".[133]
- Nella Luftwaffe era stata costituita con base a Jüteborg la squadriglia "Leonida" al comando del tenente colonnello Heiner Lange, che tra il 17 e il 20 aprile 1945 compì alcune di quelle che vennero chiamate "missioni di auto-sacrificio" (Selbstopfereinsatz in tedesco) contro i ponti sul fiume Oder in mano ai sovietici durante la battaglia di Berlino.[134]
- La battaglia di Isurava, svoltasi nel settembre 1942 in Nuova Guinea per fermare la marcia di una colonna giapponese verso Port Moresby, è spesso chiamata "le Termopili d'Australia".[135][136]
- La battaglia delle Termopili è stata paragonata anche ad altri scontri, quali la battaglia della porta persiana,[137] quella di Saragarhi,[138] quella di Pävankhind[139] e diversi combattimenti della guerra anglo-zulu.[140]

### Letteratura
- Il titolo del racconto breve Viandante, se giungi a Spa... di Heinrich Böll è costruito sul modello dell'epitaffio di Simonide. Nel racconto un giovane soldato tedesco, ferito sul fronte orientale durante la seconda guerra mondiale, viene trasportato in un ospedale da campo improvvisato in una scuola; il soldato si chiede se quella sia la sua scuola e ne ha conferma quando riconosce come propria la grafia di una frase incompleta scritta su una lavagna e che costituisce appunto il titolo del romanzo.
- Lo scrittore Andrea Frediani ha scritto 300 guerrieri, la battaglia delle Termopili, un romanzo storico che narra la battaglia dal punto di vista dell'unico superstite, lo spartiata Aristodemo (soldato che, secondo Erodoto, sopravvisse alla battaglia).
- L'archeologo e scrittore Valerio Massimo Manfredi, pur non descrivendo espressamente lo scontro nella narrazione, lo cita nel romanzo Lo scudo di Talos, dove uno dei protagonisti è mandato in missione dal re Leonida poco prima della vittoria persiana.
- Lo scrittore Steven Pressfield racconta la battaglia nel suo romanzo Le porte di fuoco attraverso gli occhi dell'ilota Xeone, ferito durante lo scontro ma riportato in vita per raccontare a Serse l'eroismo spartano.[141]

### Citazioni storiche
- La battaglia di Curtatone e Montanara, combattuta nel 1848 nell'ambito della prima guerra d'indipendenza italiana, vide circa 5 000 tra toscani e napoletani affrontare più di 30 000 austriaci per impedire loro di accerchiare l'esercito sardo-piemontese a Goito. Durante lo scontro il comandante dei toscani Cesare De Laugier de Bellecour incitò i suoi uomini gridando: "Toscani! Son queste le vostre Termopili: o vincere o morire!".[142] Il riferimento alle Termopili ebbe molta fortuna nelle rievocazioni patriottiche di questa battaglia risorgimentale.[143]
- Nella fase finale della battaglia di Stalingrado il ricordo dell'eroica resistenza dei 300 spartani alle Termopili fu evocato propagandisticamente dal Reichsmarschall Hermann Göring in un famoso discorso radiofonico, pronunciato il 30 gennaio 1943. Il gerarca nazista paragonò enfaticamente la strenua resistenza dei superstiti della 6. Armee, in condizioni di grande disagio nelle rovine di Stalingrado sotto gli attacchi dell'Armata Rossa, al sacrificio degli spartani di Leonida. Il macabro paragone peraltro provocò il vivo risentimento e l'amarezza dei soldati tedeschi accerchiati che ascoltarono il discorso; i superstiti, che accusavano proprio Göring di essere il principale responsabile della catastrofe a causa del fallito rifornimento per via aerea, criticarono fortemente i toni enfatici adoperati, che ritennero un palese tentativo di eroicizzare e trasformare in leggenda il sacrificio di un'intera armata tedesca.[144]

### Filmografia
- Nel 1962 ne venne realizzato un adattamento cinematografico intitolato L'eroe di Sparta (The 300 Spartans).[145]
- Il film del 1978 Vittorie perdute (Go tell the Spartans), ambientato in Vietnam, include una scena in cui le truppe statunitensi si imbattono in una tomba, recante il famoso epitaffio, in cui sono sepolti i difensori francesi di un villaggio vietnamita. Di conseguenza gli americani capiscono che avrebbero fatto la stessa fine.[146]
- Nel 2006 è stato prodotto il film 300, distribuito nel 2007 e basato sull'omonimo fumetto, a sua volta ispirato a L'eroe di Sparta.

### Fumetti
- Il famoso scrittore di fumetti Frank Miller ha pubblicato un'opera intitolata 300 che si ispira alla sorte dei 300 spartani che si sacrificarono insieme al proprio re. Si tratta di una libera e violenta trasposizione del film del 1962, visto dall'autore quando era un bambino, che ha ispirato l'omonimo film del 2006.
- Il fumetto di Miller è stato pure oggetto di una parodia realizzata da Leo Ortolani nel fumetto Rat-Man Collection (nº 62 e 63) con il titolo di 299+1.

### Musica
- Thermopiles è il titolo di una canzone del gruppo epic metal italiano Wotan, contenuta nell'album Carmina Barbarica. Nel brano è inserita la narrazione dell'oracolo di Delfi (dalle Storie di Erodoto), recitata in greco antico da Greg Varsamis.
- Il gruppo epic metal italiano Holy Martyr ha dedicato l'intero album Hellenic Warrior Spirit alla battaglia delle Termopili e ai coraggiosi 300 guerrieri spartani di Leonida.
- Il gruppo power metal svedese Sabaton nell'album The Last Stand ha inserito una canzone intitolata Sparta, dove viene riassunta la storia della battaglia delle Termopili.

### Videogiochi
- La battaglia è presente nella settima missione della campagna spartana di Sparta - La battaglia delle Termopili, sviluppato dalla World Forge e uscito nell'inverno del 2007: nella missione il giocatore deve fortificare il passo, resistere per 20 minuti e garantire la salvezza dell'eroe Pausania (che in realtà visse anni dopo), mentre Leonida (controllato dall'AI del computer) resta a battersi contro i Persiani. L'ottava e successiva missione tratta della battaglia di Salamina, ma qui è Pausania a guidare l'attacco coadiuvato da Milziade: quest'ultimo, a cui viene attribuito il successo nella battaglia di Maratona, è morto nel 489 a.C., mentre qui è ritratto come politico e ricopre il ruolo di unità guaritrice; intanto, nella realtà, fu l'ateniese Temistocle a guidare la flotta greca.
- 300 in marcia per la gloria, basato sul film 300, è stato creato dai Collision Studios.
- Il videogioco Assassin's Creed: Odyssey ha delle sequenze ambientate durante la battaglia, durante le quali il giocatore impersona Re Leonida. I protagonisti del gioco (Kassandra e Alexios) sono nipoti del re spartano e conoscono Erodoto, che racconta della battaglia e del sacrificio di Leonida e dei Trecento alle Termopili.